# Nejime
Nejime era uma cidade localizada no Distrito de Kimotsuki, na Prefeitura de Kagoshima, no Japão.
Em 2003, a cidade tinha uma população estimada de 6.758 habitantes e uma densidade demográfica de 76,74 habitantes por km². A área total era de 88,06 km².

## União
Em 31 de março de 2005, Nejime uniu-se com as cidade de Sata para formar a nova cidade de Minamiosumi.